# 고조가와 신호장
고조가와 신호장(일본어: 五条川信号場, ごじょうがわしんごうじょう)은 일본 아이치현 기요스시에 있는 도카이 여객철도의 철도역이다.
나고야역과 이나자와역 구간을 잇는 복복선 상에 세워진, 분기 구조의 신호장이다. 도카이도 본선의 상행선과 이나자와 선의 상행선이 만나는 지점이다.

## 역사
- 1942년 1월 15일 - 일본국유철도 도카이도 본선 비와지마 역 ~ 기요스 역 사이에 설치.
- 1987년 4월 1일 - 민영화에 따라 도카이 여객철도의 소속이 되었다.